# Cat
För andra betydelser, se Cat (olika betydelser).
cat är ett Unixverktyg och kommando som utvecklades i början av 1970-talet. Namnet är kortform för det engelska ordet concatenate som betyder sammanfoga.
cat har flera användningsområden. De huvudsakliga är att sammanfoga innehållet i filer och att läsa innehållet i filer. Ett ytterligare användningsområde är att skriva en ny textfil. Detta är lämpligt om det avsedda innehållet är mycket enkelt eller i en del mycket speciella situationer, annars är textredigerare som vi bättre.
Ett relaterad kommando i äldre Microsoft- och DOS-baserade operativsystem är type.

## Exempel
Här används cat för att läsa innehållet i en existerande fil och sedan visa det som utdata via stdout:
```
$ 
cat
 
file1

filinnehåll

```

Här används cat för att sammanfoga innehållet i två filer (utan att spara resultatet):
```
$ 
cat
 
file1
 
file2

filinnehåll

filinnehåll 2

```

Här används cat för att sammanfoga innehållet i två filer (file1, file2) för att sedan skicka utdatan till en tredje fil (file3). Sedan används cat på nytt för att visa innehållet i den nya filen som är identiskt med sammanfogningen av file1 och file2:
```
$ 
cat
 
file1
 
file2
 
>
 
file3

$ 
cat
 
file3
 

filinnehåll

filinnehåll 2

```

## tac
tac är ett Linuxverktyg som tillåter en läsa filer rad för rad. Till skillnad från cat så börjar läsningen från den sista raden i filen. Innehållet i de individuella raderna omvänds ej utan det är endast radordningen som förändras. Namnet är en analogi till cat.